# Cupido (groupe)
Pour les articles homonymes, voir Cupido (homonymie).
Cupido est un groupe d'electropop espagnol. 

## Histoire
Formé en 2018, le groupe est composé du rappeur barcelonais Pimp Flaco (Daniel Hernandez) (chant) et du groupe de pop de chambre madrilène et canarien Solo Astra, composé d'Alejandro « Al » García (basse), « Toni D » Díaz (guitare, claviers et chœurs), Dani « Dannel » Rodríguez (batterie) et Luis « Luichi Boy » Sansó (chant et guitare).
Le groupe fait ses débuts au Primavera Club de Barcelone,,, accompagnant sa présentation de la sortie de son premier single, No sabes mentir, le 18 octobre de la même année. Leur premier album, intitulé Préstame un sentimiento, est publié le 14 février 2019,,, suivi d'une tournée musicale qui s'achève à l'automne après le retrait temporaire de Pimp Flaco,,. Le 8 août 2019, le groupe collabore également avec la chanteuse Lola Índigo et le producteur Alizzz sur le remix de leur titre Autoestima,,.
Le jour de la Saint-Valentin 2020, le groupe annonce son retour avec La Pared,, et deux autres nouvelles chansons : Galaxia, et Tu foto,. En 2022, par coïncidence à la même date, le groupe annonce un nouveau single, Santa. Ce titre, ainsi que Se apagó, Todas menos tú et Un cabrón con suerte font partie du deuxième album du groupe, Sobredosis de amor, sorti le 26 mai 2022,.

## Discographie

### Albums studio
- 2019 : Préstame un sentimiento (Universal Music Group)[29]
- 2022 : Sobredosis de amor (Universal Music Group)[30]

### Singles
- 2018 : No sabes mentir
- 2019 : U Know
- 2019 : Autoestima
- 2019 : Milhouse
- 2019 : Autoestima (avec Lola Índigo et Alizzz)
- 2020 : La Pared
- 2020 : Galaxia
- 2020 : Tu foto
- 2021 : Se Apagó
- 2021 : Todas Menos Tú
- 2022 : Santa
- 2022 : Un cabrón con suerte
- 2022 : Walla Pop